# Arocephalus sardous
Arocephalus sardous är en insektsart som beskrevs av Adalgisa Guglielmino 1999. Arocephalus sardous ingår i släktet Arocephalus och familjen dvärgstritar. Inga underarter finns listade i Catalogue of Life.